# Poltár (distrito)
O Distrito de Poltár (eslovaco: Okres Poltár) é uma unidade administrativa da Eslováquia Central, situado na Banská Bystrica (região), com 23.594 habitantes (em 2003) e uma superfície de 505 km². 

## Demografia
| Ano:        | 1994   | 2004   | 2014   | 2024   |
| ----------- | ------ | ------ | ------ | ------ |
| Broj ljudi: | 23 209 | 22 893 | 22 074 | 20 135 |
| Razlika:    |        | -1,36% | -3,57% | -8,78% |

| Ano:               | 2023   | 2024   |
| ------------------ | ------ | ------ |
| Número de pessoas: | 20 247 | 20 135 |
| Diferença:         |        | -0,55% |

## Cidades
- Poltár (capital)

## Municípios
- Breznička
- Cinobaňa
- České Brezovo
- Ďubákovo
- Hradište
- Hrnčiarska Ves
- Hrnčiarske Zalužany
- Kalinovo
- Kokava nad Rimavicou
- Krná
- Málinec
- Mládzovo
- Ozdín
- Rovňany
- Selce
- Sušany
- Šoltýska
- Uhorské
- Utekáč
- Veľká Ves
- Zlatno